# 세노라
세노라(細奴羅, 고대 이 문자:  surp nyier lop; 윈난 남부 이어: /su̠21 ȵe̠33 lo21/; ? ~ 674년)는 대몽국(대몽국이라는 국명은 제4대 왕 귀의왕 피라각이 육조를 통일할 때까지 계속되었다.)의 제 1대 국왕이다. 묘호는 몽고조(蒙高祖). 시호는 기가왕(奇嘉王)이다.
초년에 아버지가 살해당해 어린시절을 힘들게 보냈지만 장낙진의 사위가 된 후 뛰어난 지도력과 몽사천(영창(永昌)과 요주(姚州) 사이의 강)의 물산을 이용하여 자신의 세력을 키웠다. 당대(唐代)에 와서는 얼하이호에는 육조(六詔)가 난립하였는데, 각각 몽수(蒙嶲), 월석(越析), 시랑(施浪), 등섬(邆賧), 낭궁(浪穹), 몽사(蒙舍) 등이다. 그중에서 오직 몽사조만이 당나라의 세력권에 들어 와있었고, 나머지 오조(五詔)는 당시 당나라의 주적인 토번의 세력권에 있었다. 이러한 상황은 후에 당나라가 몽사조의 수령 피라각의 통일 전쟁을 지원하는 계기가 된다.

## 생애
세노라는 오만족(烏蠻族) 출신의 사룡(舍龍)의 아들이다. 몽사 또는 몽사조가 건립되기 전, 사룡이 뇌산(牢山)에서 살해당하자 적을 피해 몽사천(蒙舍川)으로 도망쳤다. 그 후, 자신의 이름은 '세노라'라고 고친다. 원래 이름은 용독라(龍独邏)였다. 그러다가 당나라의 수령대장군 장낙진(張樂進)에의 눈에 들어 사위가 되었다. 이를 기반으로 세노라는 몽사 혹은 몽사조를 일으키고 10년간 힘을 키웠다. 축적된 힘을 바탕으로 백국(白國)을 합병해 마침내 649년, 웨이샨(巍山)일대를 통일하였다. 얼마 지나지 않아 어농산(於巄山)에 수도를 두어 그곳에 농우성(巄屽城)을 쌓으니 자신감을 얻은 세노라는 칭왕해 국명을 대몽국(大蒙國)이라 하고 나라를 건국하였다.
674년, 서거하고 아들인 라성염은 왕위에 오른다.

## 전설
전설에 따르면, 세노라는 원래 작은 마을의 농부였다고 한다. 하지만 관음의 선택으로 649년, 농부에서 몽사(蒙舍)의 부족 연맹에의 수령이 되었다.

## 업적
세노라는 653년, 대몽국을 세워 스스로 왕위에 올랐다. 그 후, 당나라와 수교하는 등 친당 정책을 폈다. 이에 당 고종 이치는 세노라를 외주(巍州) 자사(刺史)로 봉하기도 하였다.

## 참고 문헌
- 당서(唐書)
- 신당서(新唐書)
- 만서(蠻書)
- 증정남조야사(增訂南詔野史)
- 중국통사(中國通史)